# Pieter Dox
Petrus Joannes Maria (Pieter) Dox (Lier, 7 mei 1898 – Watsa (Congo), 26 november 1964) was een Vlaams frontsoldaat die terecht kwam in een tuchtcompagnie, de houthakkers van de Orne, omwille van zijn kritiek op de verdrukking van Vlaamse soldaten tijdens de Eerste Wereldoorlog.

## Levensloop
Pieter Dox volgde het secundair aan het Sint-Gummaruscollege en rond 1914 trad Dox toe als novice bij de dominicanen, maar twee jaar later op 17-jarige leeftijd werd hij vervroegd opgeroepen bij de bijzondere lichting van 1916. Dit ondanks een koninklijk besluit dat enkel mannen geboren voor 1897 zich moesten inlijven. Als seminarist werd hij ondergebracht bij de "brancadiers-infirmiers" bij de Derde Jagers te Voet en na een maand opleiding trok zijn eenheid reeds naar het front. Begin 1918 kreeg hij een gevangenisstraf en werd hij naar het houthakkerspeloton van de Orne gestuurd, waar hij zich op 30 maart bijvoegde. Dox werd verbannen naar deze tuchtcompagnie omwille van zijn Vlaamsgezindheid. De inhoud van brieven die Dox geschreven had, was niet tolereerbaar. Officieel luidde de redenen van de krijgsoverheid: "Douteux au point de vue patriotique et avoir exprimé dans une lettre envoyée en pays neutre des sentiments hostiles aux institutions nationales".
Dox werd pas vrijgelaten 8 maanden na de wapenstilstand van de Eerste Wereldoorlog, op 10 juli 1919.
Een van de broers van Pieter Dox, Ludovicus Gommarus, stierf in Duitse gevangenschap. Zijn ouders werden tijdens de Eerste Wereldoorlog maandenlang opgesloten omdat de vader van Pieter Dox koerier was voor de Belgische spionagedienst.
Na de oorlog legde Pieter Dox zijn plechtige geloften af te Gent op 7 november 1924 om uiteindelijk op 18 december 1928 af te reizen naar Congo. Als pater werkte en woonde hij, pater-naam Valentinus M., 36 jaar in Watsa waar hij op 26 november 1964 vermoord werd tijdens de Simba-opstand. Frans Dox, een broer van Pieter en tevens pater, pater-naam Hilarius, werd toen ook vermoord tezamen met nog 4 andere paters en 9 missiezusters.
In Lier werd een plein aan de Kluizekerk, het Gebroeders Doxplein, vernoemd naar de gebroeders Dox.

## Fotogalerij

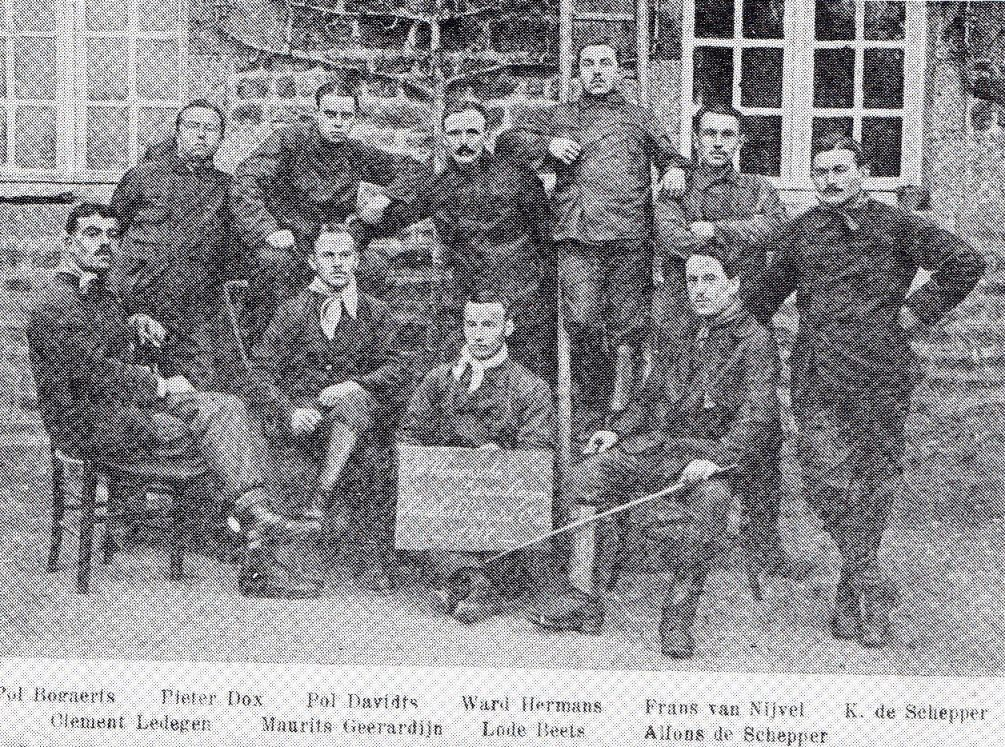
Tien Vlaamse houthakkers met Pieter Dox staand tweede van links
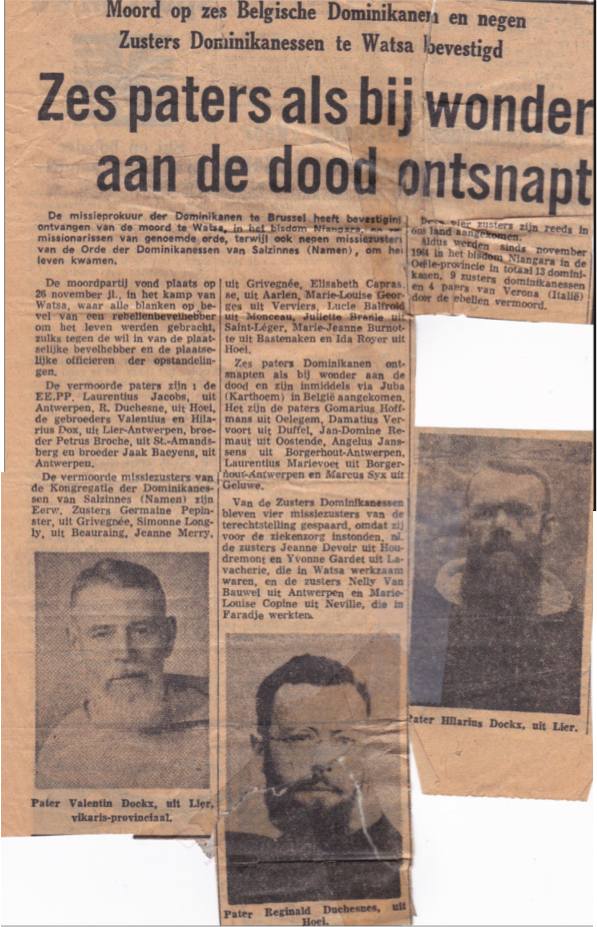
Moord op Belgische Dominikanen
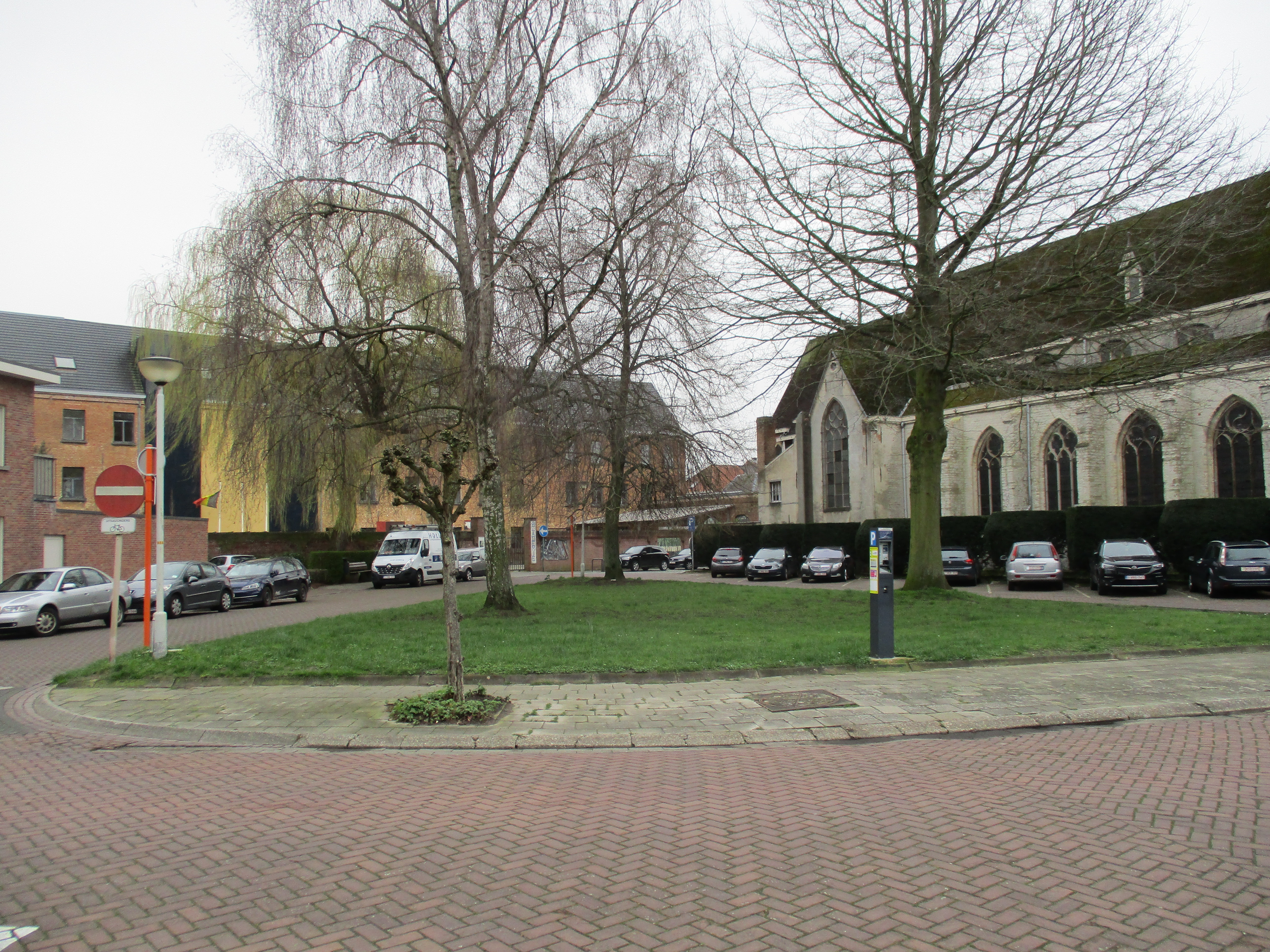
Gebroeders Doxplein te Lier